# جوزيف غوتو
جوزيف غوتو (بالإنجليزية: Joseph Goto)‏ هو فنان أمريكي، ولد في 1916 في هيلو في الولايات المتحدة، وتوفي في 18 يناير 1994 في بوتكيت في الولايات المتحدة.